# 桃坪镇 (丹凤县)
桃坪镇，是中华人民共和国陕西省商洛市丹凤县一个已撤销的乡级行政区，2015年，陕西省民政厅批复同意撤销桃坪镇，将其所辖行政区域划归峦庄镇。